# Charles de Hémard de Denonville
Charles de Hémard de Denonville (ur. w 1493 w Denonville, zm. 23 sierpnia 1540 w Le Mans) – francuski kardynał.

## Życiorys
Urodził się w 1493 roku w Denonville, jako syn Pierre’a Hémarda i Jeanne Frémiere. Studiował w Paryżu, gdzie uzyskał licencjat z praw: kanonicznego i cywilnego. W 1518 roku przyjął święcenia kapłańskie. Następnie został protonotariuszem apostolskim i członkiem Rady Królewskiej przy Franciszku I. 22 stycznia 1531 roku został wybrany biskupem Mâcon. Dwa lata później został ambasadorem francuskim w Rzymie i pełnił ten urząd do 1538 roku. 22 grudnia 1536 roku został kreowany kardynałem prezbiterem i otrzymał kościół tytularny San Matteo in Merulanav. Rok później został administratorem apostolskim Amiens. Zmarł 23 sierpnia 1540 roku w Le Mans.